# Glyphodes metastictalis
Glyphodes metastictalis là một loài bướm đêm trong họ Crambidae.